# .338ノルマ・マグナム
.338ノルマ・マグナム弾は、スウェーデンのノルマ社により開発され、最初に2008年に導入され、2009年から生産されている実包である。 

## 開発経緯
.338ノルマ・マグナム弾は、Pacific Tool and Gauge社の所有者であるDave Kiffの助けを得て、アメリカのスポーツシューティング射撃手のJimmie Sloanにより、長距離スポーツシューティング用のカスタム (ワイルドキャット) 弾薬として、当初は開発された。全長が91.44 mm (3.60インチ) を超える弾薬を扱う長さが不足しているボルトアクションや弾倉から、19.44 g (300 gr) 、8.59 mm (.338インチ) 口径のSierra HPBT MatchKing弾体の射撃を最適化する方法として設計された。その後、この設計はスウェーデンの弾薬メーカー、ノルマ社により購入された。.338ノルマ・マグナム弾は、C.I.P. (Permanent International Commission for the Proof of Small Arms) で2010年5月26日に認定され、正式に登録および認可されたライフル弾薬となった。

## 寸法
C.I.P.認定前の.338ノルマ・マグナム弾の全長 (91.44 mm (3.60インチ)) は、.338ラプア・マグナム弾の全長 (93.50 mm (3.681インチ)) と比較して短い。
19.44 g (300 gr) の.338口径のSierra HPBT弾体を装填し弾薬全長を93.50 mm (3.681インチ) とした場合に、.338ノルマ・マグナム弾と比較すると、.338ラプア・マグナム弾の方が薬莢により深く装着される（その分火薬量が制限される）。.338ノルマ・マグナム弾は、当該弾体を全長93.50 mm (3.681インチ) で使用するために、ケースの容量が.338ラプア・マグナム弾より約6.5％少なくなるものの、首が少し長く、テーパーが少なく、肩の角度がやや鋭い、短い薬莢 (約63.30 mm (2.492インチ)) を使用する。.338ノルマ・マグナム弾および.338ラプア・マグナム弾の全長は、2013年にC.I.P.により93.50 mm (3.681インチ) と決定された。
.338ノルマ・マグナム弾は、.338ラプア・マグナム弾の最大全長をC.I.P.の規定通りに制限する弾倉やボルトアクション向けに、19.44 g (300 gr) のSierra超低抵抗弾体を装着した.338ラプア・マグナム弾を上回るように設計されている。
ただし、.338ラプア・マグナム弾は、そのC.I.P.全長よりも多少長い状態で弾体を装着できる（その分弾体がより浅く装着され火薬量を増加させることができる）ため、2つのカートリッジの実際的な違いは徐々に無視できるようになりつある。.338ラプア・マグナム弾向けのボルトアクション、弾倉、およびライフル銃を製造する一部のメーカーは、現在のC.I.P.が定義する.338ラプア・マグナム弾の最大全長基準 (93.50 mm (3.681インチ)) を超える全長を有する.338ラプア・マグナム弾の使用をも可能にする製品を提供する予定であると示唆している。

## 米軍の動向
2008年6月17日に米軍は、PSR (Precision Sniper Rifle) の要件を調査するために市場調査を行うと発表した。この調査は、現在使用中のボルトアクション式狙撃銃システムMk 13 (.300ウィンチェスター・マグナム弾使用) とM40とM24 (7.62×51 mm NATO弾使用) を、正規に製造される"ワイルドキャットではない" .338口径の弾薬を安全に発射するPSRと交換するための調査と見られるものであった。これは、.338ラプア・マグナム弾および.338ノルマ・マグナム弾、またはこれらの弾薬の派生品が、この市場調査の弾薬部分の2つの候補となり、将来の米軍の契約を獲得することを意味していた。
2017年5月、アメリカ特殊作戦軍 (USSOCOM) は、米海兵隊と共同で、ポリマー製薬莢の.338ノルマ・マグナム弾を使用する軽量中型機関銃 (LWMMG) の5,000丁調達の情報提供を求めた。目的は、24ポンド (10.9 kg) 以下で、24インチ (610 mm) 長の銃身を備えた機関銃を選定することである。これにより、エリアターゲットや車両を標的とした場合に2,000メートルまでの十分な精度が得ることを想定したものである。
2019年にアメリカ特殊作戦軍は、Barrett Manufacturing社に5千万ドルの契約を与え、.338ノルマ・マグナム弾を使用するバレットMRADを Mk 22 Advanced Sniper Rifle (ASR) として注文した。 2020年にアメリカ特殊作戦軍は、Sig Sauer社と契約を交わし、.338ノルマ・マグナム弾を使用するMG-338機関銃を注文した。

## 現時点での使用可能銃器
.338ノルマ・マグナム弾は、以下のカスタムではない正規品の銃器で使用可能である。
- Accuracy International ASR
- Albert Arms ALR
- バレットMRAD (Mk 22 ASR)
- Christensen Arms BA Tactical Rifle and Christensen Arms TFM Rifle
- Desert Tech SRS-A2
- FORTMEIER M 2002
- レミントンMSR
- SWORD International Mk-18 Mod 1Mjölnir
- General Dynamics Lightweight Medium Machine Gun (LWMMG) - 軽量中型機関銃
- SIG Sauer MG-338 SLMAG - LWMMGに非常に類似したベルト式中型機関銃